# Casey Affleck
Caleb Casey McGuire Affleck-Boldt, kendt som Casey Affleck (født 12. august 1975) er en amerikansk Academy Award-, SAG Award- og Golden Globe nomineret skuespiller og filminstruktør. Han er bedst kendt for sine roller i Mordet på Jesse James af kujonen Robert Ford, Gone Baby Gone, Ocean's Eleven, Ocean's Twelve, Ocean's Thirteen og Good Will Hunting. Han er også kendt for at have medvirket i anmelderroste uafhængige film som Chasing Amy (1997).
Han er lillebror til skuespiller, instruktør og forfatter Ben Affleck, med hvem han ofte har samarbejdet professionelt.

## Opvækst
Affleck blev født i Falmouth, Massachusetts, som søn af Chris Ann (efternavn Boldt), en skolelærer, og Timothy Affleck, en socialarbejder, skolebetjent, automekaniker, bartender og tidligere skuespiller på "Theater Company of Boston". Afflecks storebror er den kendte skuespiller og instruktør Ben Affleck. Affleck er af irsk afstamning. Hans familie flyttede til Cambridge, Massachusetts, og hans forældre blev skilt i 1984, da han var 9 år gammel. Som barn havde Affleck adskillige kæledyr, såsom katte, slanger, marsvin og skildpadder. Affleck gik på George Washington University, men skiftede til Columbia University i New York City, hvor han bestod i fag som fysik, astrologi og western psykologi, alt imens han boede hos sin bedstemor.

## Privatliv
Affleck giftede sig med Summer Phoenix, der var hans kæreste igennem 6 år, den 3. juni 2006. Parret blev introduceret til hinanden via Phoenix' bror. Med ægteskabet blev Affleck svoger til River Phoenix, Joaquin Phoenix, Rain Phoenix og Liberty Phoenix.
Parret har to sønner, Indiana August Affleck, som blev født den 31. maj 2004 i Amsterdam, og Atticus Affleck, som blev født den 12. januar 2008. I marts 2016 offentliggjorde parret, at de var separeret, og i 2017 søgte Summer Phoenix om endelig skilsmisse.
Affleck bor i Los Angeles, Californien.
Affleck er involveret i flere dyrerettighedsbevægelser såsom PETA og Farm Sanctuary
Affleck er vegetar.
Affleck taler flydende spansk.
Affleck er 1,75 m høj.
I marts-udgaven af Nylon Magazine har Affleck indrømmet, at han er pinlig berørt over to film i hans karriere: Drowning Mona og Soul Survivors[kilde mangler].

## Udvalgt filmografi
| År   | Film                                         | Rolle          | Bemærkninger |
| ---- | -------------------------------------------- | -------------- | --- |
| 1990 | The Kennedys of Massachusetts                | Robert (12-15) | Mini-serie |
| 1995 | To Die For                                   | Russel Hines   | |
| 1996 | Race the Sun                                 | Daniel Webster | |
| 1997 | Chasing Amy                                  | Mindre barn    | |
| 1997 | Good Will Hunting                            | Morgan O'Mally | |
| 1998 | Desert Blue                                  | Pete Kepler    | |
| 1999 | 200 Cigarettes                               | Tom            | |
| 1999 | American Pie                                 | Tom Myers      | ukrediteret |
| 1999 | Floating                                     | Prep #1        | |
| 2000 | Drowning Mona                                | Bobby Calzone  | |
| 2000 | Committed                                    | Jay            | |
| 2000 | Hamlet                                       | Fortinbras     | |
| 2000 | Attention Shoppers                           | Jed            | |
| 2001 | Ocean's Eleven                               | Virgil Malloy  | |
| 2001 | American Pie 2                               | Tom Myers      | |
| 2001 | Soul Survivors                               | Sean           | |
| 2002 | Gerry                                        | Gerry          | |
| 2004 | Ocean's Twelve                               | Virgil Malloy  | |
| 2005 | Lonesome Jim                                 | Jim            | |
| 2006 | The Last Kiss                                | Chris          | |
| 2007 | Ocean's Thirteen                             | Virgil Malloy  | |
| 2007 | Mordet på Jesse James af kujonen Robert Ford | Robert Ford    | Nomineret - Academy Award for Best Supporting Actor Nomineret - Golden Globe for bedste mandlige birolle - film Nomineret - Screen Actors Guild Award for Outstanding Performance by a Male Actor in a Supporting Role - Motion Picture |
| 2007 | Gone Baby Gone                               | Patrick Kenzie | |
| 2010 | The Kind One                                 | Danny Landon   | |
| 2016 | The Finest Hours                             | Raymond Sybert | |

### Andre priser og nomineringer
Hollywood Film Festival
- 2007: Vandt "Breakthrough Actor of the Year"

National Society of Film Critics
- 2007: Vandt "Best Supporting Actor" – Mordet på Jesse James af kujonen Robert Ford

National Board of Review
- 2007: Vandt "Best Supporting Actor" – Mordet på Jesse James af kujonen Robert Ford

San Francisco Film Critics Circle
- 2007: Vandt "Best Supporting Actor" – Mordet på Jesse James af kujonen Robert Ford

Satellite Awards
- 2007: Vandt "Best Actor in a Supporting Role, Drama" – Mordet på Jesse James af kujonen Robert Ford

MTV Movie Awards
- 2002: Nomineret til "Best On-Screen Team" – Ocean's Eleven

Phoenix Film Critics Society Awards
- 2002: Nomineret til "Best Acting Ensemble" – Ocean's Eleven

Teen Choice Awards
- 2007: Nomineret til "Choice Movie – Chemistry" – Ocean's Thirteen

Critics' Choice Awards
- 2007: Nomineret til "Best Supporting Actor" – Mordet på Jesse James af kujonen Robert Ford

Chicago Film Critics
- 2007: Nomineret til – Best Supporting Actor – Mordet på Jesse James af kujonen Robert Ford

Broadcast Film Critics Association Awards
- 2007: Nomineret til "Best Supporting Actor" – Mordet på Jesse James af kujonen Robert Ford

London Critics Circle Film Award
- 2008: Nomineret til "Best Supporting Actor" – Mordet på Jesse James af kujonen Robert Ford